# L'Adoration des mages (Brueghel, 1556)
Pour les articles homonymes, voir L'Adoration des mages (homonymie).
L'Adoration des mages est un tableau peint par Pieter Brueghel l'Ancien en 1556. Il est conservé aux musées royaux des beaux-arts de Belgique à Bruxelles. C'est l'une des quatre œuvres survivantes réalisées par Bruegel avec la technique du tüchlein. 

## Histoire
Vers 1556, Brueghel peint deux Adoration où il cherche à rivaliser avec Hieronymus Bosch. Brueghel souligne la signification universelle de l'Épiphanie en associant la visite de ces souverains orientaux à des gens du commun. 

## Influences et style

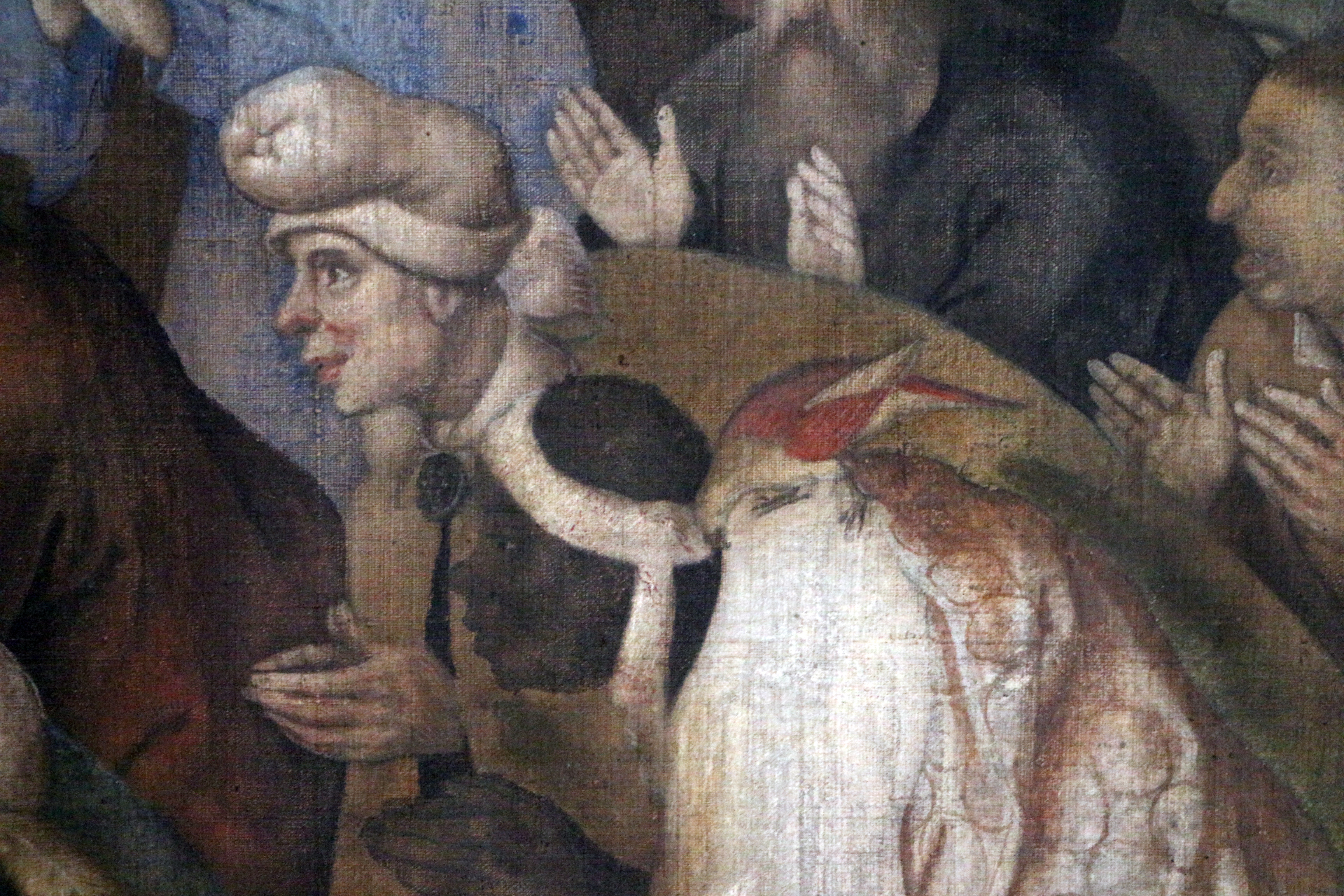
Détail de la toile de Brueghel

Il apparaît possible d'établir une comparaison avec le triptyque de l'Epiphanie peint par Bosch vers 1495, à la fois par la présence de l'écurie comme par l'apparence du sage noir. 
Max Friedländer remarque un certain manque de profondeur picturale dans les figures présentées sur la toile de Brueghel, ce qu'il associe à l'esthétique de la tapisserie, transposée sur la toile. 

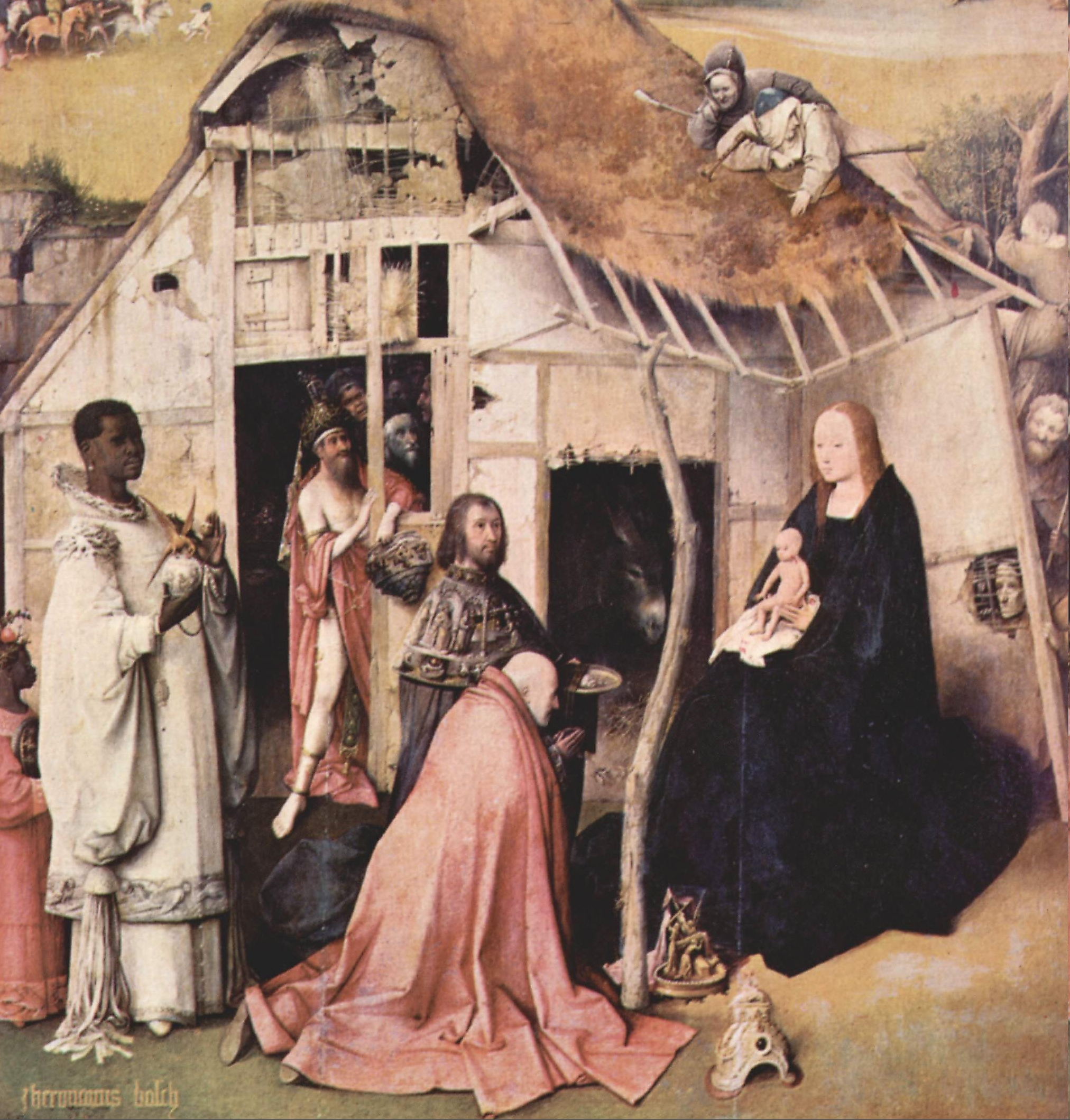
Détail du triptyque de Bosch

## Origine
La tempera sur toile est acquise par Edouard Fétis, conservateur à la Bibliothèque royale de Bruxelles, dans la galerie de J. et A. Leroy Frères. La vente est signalée entre le 8 et le 12 novembre 1909. La toile a ensuite été donnée aux musées royaux des beaux-arts de Belgique par la société des Amis des Musées royaux.